# 一県一医大構想
一県一医大構想（いっけんいちいだいこうそう）は、1973年に第2次田中角栄内閣の元で閣議決定された「経済社会基本計画」に盛り込まれた構想で、当時医学部のなかった15県に医科大学（医学部）を設置しようとする構想。「無医大県解消構想」とも呼ばれる。この構想による医学部設置政策は「一県一医大政策」「無医大県解消政策」と呼ばれる。

## 概要
第二次世界大戦前までは、医師の養成は旧制大学と旧制医学専門学校で行われていた。1949年の学制改革により、医師の養成は新制大学医学部に一本化されることとなり、旧制大学・旧制医学専門学校はともに新制大学へ改組された。この後長らく医学部数・入学定員に変化はなく、1961年の段階で医学部数は46、入学定員の総数は2,840人であった。
1961年の国民皆保険制度の確立に伴い医療需要が増大し、医師不足が唱えられ始めたことから、文部省と厚生省は既存医学部の入学定員増大によりこれに対応し、1969年には入学定員総数は4,040人まで拡大された。
こうした中で1970年、学制改革以降初めてとなる国立大学医学部が秋田大学に設置されたことを契機に、医師不足に悩む地方の県による国立大学医学部設置要望が噴出した。これに対し厚生省は1970年7月、医師の必要数を人口10万人対150人とし、1985年までに実現するためには医科大学の入学定員を6,000人まで引き上げる必要があると提唱した。これを受け文部省は1971年12月、医科大学設置調査会報告において、医科大学が存在しない地域への国立医科大学（医学部）設置を提言した。しかし、この段階ではすべての無医大県に医科大学を設置することまでは踏み込んではいなかった。
これに対し、日本列島改造論を掲げる田中角栄内閣の下、1972年11月、自民党文教部会のプロジェクトチームが「最近の医療需要の増大に対処するための医師等医療関係者の長期養成計画」を発表し、「無医大13県（山形県・愛媛県を含める場合15県）」に「国立大学を中心として医科大学（医学部）の増設を推進する」ことをうたい、昭和48年度3校、昭和49年度4校、昭和50年度4校、昭和51年度4校の計15校の新設を行い、「昭和51年度には入学定員8,020人」にまで拡充する他、沖縄県については琉球大学に医学部を設置することを目標とした。こうして、目標は｢無医大県解消｣「一県一医大」に収斂した。この自民党文教部会の構想を受け、1973年2月に閣議決定された「経済社会基本計画」に「医科大学（医学部）のない県を解消することを目途として整備を進める」と記載されたことにより、一県一医大構想は政府の正式な構想となったものである。
この構想に基づき、1973年に旭川医科大学、山形大学医学部、愛媛大学医学部、筑波大学医学専門学群、1974年に浜松医科大学、宮崎医科大学、滋賀医科大学、1975年に富山医科薬科大学、島根医科大学、1976年に高知医科大学、佐賀医科大学、大分医科大学、1978年に福井医科大学、山梨医科大学、香川医科大学、1979年に琉球大学医学部と、7年間で16校の国立医科大学（医学部）が計画的に新設され、一県一医大構想は実現されることとなった。この結果、全国の医学部数は同時期に認可された私立大学を含め80、入学定員は既存学部の入学定員増を含め8,280人となった。
設置形態は当初、既存国立大学への医学部増設として行われたが、文部省は新設医学部の学生に既存大学の学生運動の影響が及ぶことを懸念し、筑波大学と同様の新構想大学として、単科大学での設置を進めた。しかしその後、2004年の国立大学法人化にあたり、文部科学省はこれらの医科大学と地元国立大学との統合を推進し、旭川医科大学・浜松医科大学・滋賀医科大学以外の医科大学は同一県内の国立大学と統合し、統合された国立大学の医学部となった。

## 一県一医大構想に基づき設立された医科大学・医学部
- 旭川医科大学 - 1973年9月設置、11月学生受入。
- 山形大学医学部 - 1973年9月設置、11月学生受入。
- 愛媛大学医学部 - 1973年9月設置、11月学生受入。
- 筑波大学医学専門学群 - 1973年10月設置、1974年4月学生受入。現: 「医学群」。
- 浜松医科大学 - 1974年6月設置、7月学生受入。
- 宮崎医科大学 - 1974年6月設置、7月学生受入。現: 宮崎大学医学部
- 滋賀医科大学 - 1974年10月設置、1975年4月学生受入。
- 富山医科薬科大学 - 1975年10月設置、1976年4月学生受入。現: 富山大学医学部。
- 島根医科大学 - 1975年10月設置、1976年4月学生受入。現: 島根大学医学部
- 高知医科大学 - 1976年10月設置、1978年4月学生受入。現: 高知大学医学部。
- 佐賀医科大学 - 1976年10月設置、1978年4月学生受入。現: 佐賀大学医学部。
- 大分医科大学 - 1976年10月設置、1978年4月学生受入。現: 大分大学医学部。
- 福井医科大学 - 1978年10月設置、1980年4月学生受入。現: 福井大学医学部。
- 山梨医科大学 - 1978年10月設置、1980年4月学生受入。現: 山梨大学医学部。
- 香川医科大学 - 1978年10月設置、1980年4月学生受入。現: 香川大学医学部。
- 琉球大学医学部 - 1979年10月設置、1981年4月学生受入。